# Kevin Hart (Schauspieler)

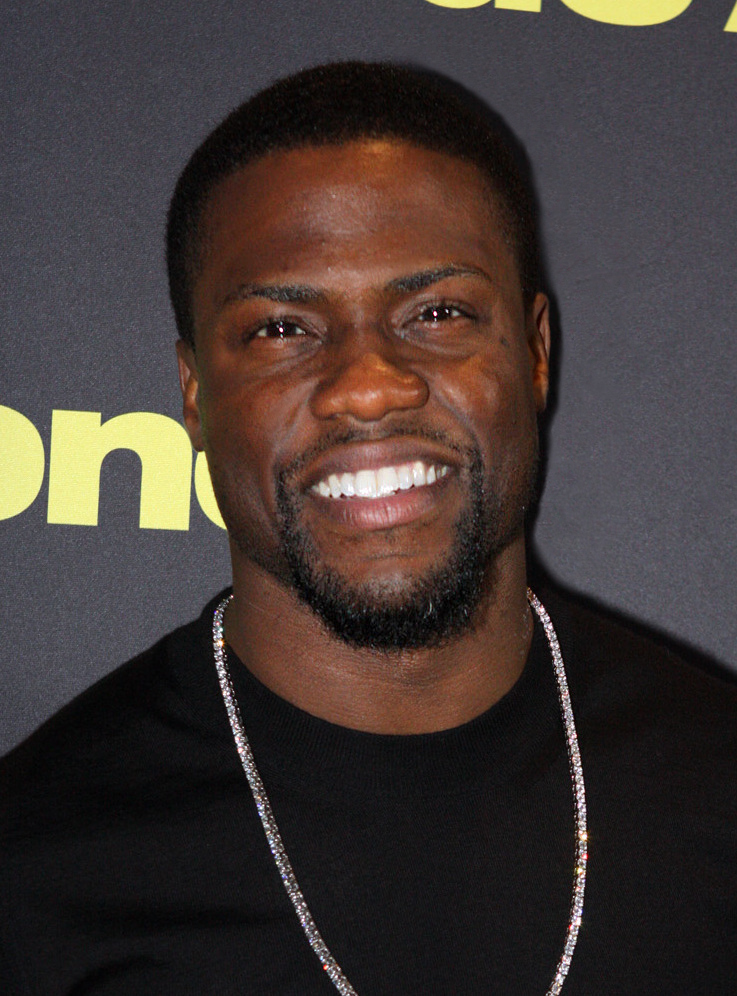
Kevin Hart (2014)

Kevin Hart (* 6. Juli 1979 in Philadelphia, Pennsylvania) ist ein US-amerikanischer Schauspieler und Comedian. Er begann seine Karriere im Jahr 2000, als er mehrere Comedywettbewerbe gewann.

## Leben
Kevin Hart und sein älterer Bruder Robert wurden von ihrer Mutter Nancy Hart († 2007) allein erzogen, sein Vater Henry Robert Witherspoon (1948–2022) war die meiste Zeit seiner Kindheit abwesend. Nach der Highschool ging er nach New York, um seinen Community-College-Abschluss zu machen, was ihm zwei Jahre später gelang. Danach ging er nach Brockton, Massachusetts und fand dort Arbeit als Schuhverkäufer.
Er begann seine Karriere als Stand-up-Comedian mit einem Auftritt auf einer offenen Bühne im Laff House, einem Club in Philadelphia, unter dem Namen Lil Kev. Seine Karriere begann zögerlich, da er die Bühne oft vorzeitig unter Buhrufen verließ. Nach diesen anfänglich erfolglosen Shows begann Hart es in Wettbewerben in ganz Massachusetts zu versuchen und sein Erfolg ließ nicht lange auf sich warten. Hart brauchte Zeit, um seinen eigenen Stil zu entwickeln. Nach frühen Parodien von Comedians wie Chris Tucker fand er seinen eigenen Rhythmus durch Eintauchen in seine Unsicherheiten und Lebenserfahrungen. Hart gibt an, von Vorbildern aus Philadelphia wie zum Beispiel Bill Cosby, Chris Rock, Eddie Murphy und Dave Chappelle inspiriert zu sein und sich zu bemühen, die besten Eigenschaften aller dieser Männer in seinen eigenen Werken zu kombinieren. Seine Touren begannen im Jahre 2009 mit seinem Programm „I'm a Grown Little Man“, gefolgt von „Seriously Funny“ im Jahre 2010, „Laugh At My Pain“ im Jahre 2011 und Anfang des Jahres 2012 sein TV-Special mit dem Titel „Let Me Explain“. Mit „Laugh At My Pain“ spielte er ca. 15 Mio. Dollar ein. Die Tour war damit eine der erfolgreichsten Standup Acts des Jahres. Zudem hat Hart eine eigene mobile App mit dem Titel „Little Jumpman“, über die seine Facebook-Seite, sein Twitter-Konto und sein YouTube-Kanal verbunden zugänglich gemacht werden.
Seit 2001 hat Kevin Hart in rund 50 Film- und Fernsehproduktionen mitgespielt. Zum vorläufigen Höhepunkt dieser Karriere sollte die Oscarverleihung 2019 werden, zu der Hart als Moderator auserkoren wurde. Doch zwei Tage nach der Bekanntmachung trat Hart auf öffentlichen Druck hin zurück. Es waren ältere homophobe Äußerungen und Scherze aufgetaucht, für die sich der Komiker nicht wiederholt öffentlich entschuldigen wollte.
Hart war ab Mai 2017 Werbeträger der Onlinepoker-Plattform PokerStars. Er spielte daher mehrfach das Super High Roller der PokerStars Championship (PSC), jedoch ohne sich in den Geldrängen zu platzieren. Ende Mai 2017 spielte Hart beim Super High Roller Bowl im Aria Resort & Casino am Las Vegas Strip, dem mit einem Buy-in von 300.000 US-Dollar teuersten Pokerturnier des Jahres. Nachdem er zuvor u. a. Phil Hellmuth und Fedor Holz aus dem Turnier genommen hatte, schied Hart am zweiten Turniertag aus. Im Rahmen der PSC in Monte-Carlo nahm er an der PokerStars Championship Cash Challenge teil und saß dort mit Daniel Negreanu, Liv Boeree, Charlie Carrel, Faraz Jaka und einer Online-Qualifikantin am Tisch. Seit April 2020 repräsentiert Hart den Onlinepokerraum partypoker. Im März 2024 nahm er als Book an der elften Staffel der US-amerikanischen Version von The Masked Singer teil. Hart demaskierte sich in der ersten Folge und wollte laut eigener Aussage dem Moderator Nick Cannon mit seiner Teilnahme einen Streich spielen.
Aus seiner 2003 geschlossenen Ehe mit der Schauspielerin Torrei Hart gingen eine Tochter und ein Sohn hervor. Im Februar 2010 reichten beide wegen „unüberbrückbarer Differenzen“ die Scheidung ein, die im November 2011 rechtskräftig wurde. Im August 2014 verlobte Hart sich mit Eniko Parrish. Das Paar heiratete am 13. August 2016.
In der deutschen Fassung wird er derzeit meistens von Leonhard Mahlich gesprochen, davor waren es Marcel Collé und Asad Schwarz.
Hart wurde am 1. September 2019 auf dem Mulholland Drive in der Nähe von Los Angeles in einen Autounfall verwickelt, bei dem er schwer verletzt wurde.

## Filmografie (Auswahl)
- 2002: Paper Soldiers
- 2003: Scary Movie 3

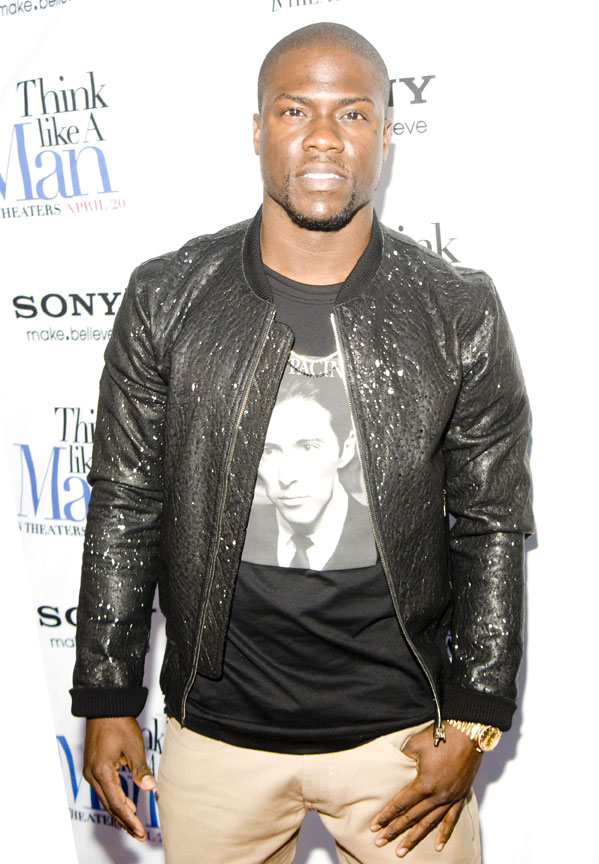
Kevin Hart auf dem Tribeca Film Festival 2011

- 2004: … und dann kam Polly (Along Came Polly)
- 2004: Soul Plane
- 2005: In the Mix
- 2005: Jungfrau (40), männlich, sucht … (The 40 Year Old Virgin)
- 2006: Scary Movie 4
- 2007: Fantastic Movie
- 2008: Extreme Movie
- 2008: Superhero Movie
- 2008: Ein Schatz zum Verlieben (Fool’s Gold)
- 2008: Drillbit Taylor – Ein Mann für alle Unfälle (Drillbit Taylor)
- 2008: Mensch, Dave! (Meet Dave)
- 2009: Not Easily Broken
- 2010: Meine Frau, unsere Kinder und ich  (Little Fockers)
- 2010: Sterben will gelernt sein (Death at a Funeral)
- 2011–2012: Modern Family (Fernsehserie, 2 Episoden)
- 2012: Denk wie ein Mann (Think Like a Man)
- 2012: Fast verheiratet (The Five-Year Engagement)
- 2013: Das ist das Ende (This Is the End)
- 2013: Zwei vom alten Schlag (Grudge Match)
- 2014: Ride Along
- 2014: About Last Night
- 2014: Denk wie ein Mann 2 (Think Like a Man Too)
- 2014: School Dance
- 2014: Top Five
- 2015: Die Trauzeugen AG (The Wedding Ringer)
- 2015: Der Knastcoach (Get Hard)
- 2016: Ride Along: Next Level Miami (Ride Along 2)
- 2016: Central Intelligence
- 2016: Pets (The Secret Life of Pets, Stimme)
- 2017: Captain Underpants: Der supertolle erste Film (Captain Underpants: The First Epic Movie, Stimme)
- 2017: Mein Bester & Ich (The Upside)
- 2017: Jumanji: Willkommen im Dschungel (Jumanji: Welcome to the Jungle)
- 2018: Night School
- 2019: Pets 2 (The Secret Life of Pets 2, Stimme)
- 2019: Fast & Furious: Hobbs & Shaw (Fast & Furious Presents: Hobbs & Shaw)
- 2019: Jumanji: The Next Level
- seit 2020: Die Hart (Fernsehserie)
- 2021: Fatherhood
- 2021: True Story (Serie)
- 2022: The Man from Toronto
- 2022: DC League of Super-Pets (Sprechrolle)
- 2022: Me Time
- 2024: Lift
- 2024: The Masked Singer (Fernsehsendung, Teilnehmer Staffel 11, 16. Platz)
- 2024: Borderlands
- 2024: Abbott Elementary (Serie)

## Hörbücher
- 2017: I Can’t Make This Up: Life Lessons, gemeinsam mit Neil Strauss (gelesen von Kevin Hart), Audible Studios on Brilliance Audio, ISBN 978-1-5436-1903-4
- 2020: The Decision - Overcoming Today's BS for Tomorrow's Success (Audible exklusiv)

## Auszeichnungen
- 10/2016: Stern auf dem Hollywood Walk of Fame
- 2016: People’s Choice Award in der Kategorie Favorite Comedic Movie Actor
- 2012–2015: 4× NBA All-Star Celebrity Game Most Valuable Player
- 2017: Nickelodeon Kids’ Choice Awards in der Kategorie Lieblings-Schurke (Pets)
- 2024: Mark-Twain-Preis[16]

## Verschiedenes
2022 wurde Hart „Chief Taste Consultant“ bei Beyond Meat, einem kalifornischen Nahrungsmittelproduzenten von veganen Fleischersatzprodukten.